# Rampage: Capital Punishment
Rampage: Capital Punishment (también conocida como Rampage 2 You End Now) es una película canadiense de 2014 dirigida por Uwe Boll y concebida como secuela a la película de 2009 Rampage. Estrenada el 19 de agosto de 2014 en Estados Unidos.

## Sinopsis
Bill Williamson vuelve. Después de dos años desaparecido, toma una estación de televisión con todos sus trabajadores para cumplir su plan y difundir sus ideas políticas ante miles de personas.

## Reparto
- Brendan Fletcher Como Bill Williamson.
- Michaela Mann Como Marlene.
- Nathan Lehfeldt Como Chico de la oficina/Chico del SWAT.
- Bruce Blain Como El Vagabundo.
- Lochlyn Munro Como Chip Parker, el Presentador de televisión.
- Mike Dopud Como Marc.
- Josh Sampson Como Josh.

## Críticas
Al igual que la anterior, obtuvo críticas muy similares de casi la misma puntuación en IMDb (actualmente tiene una puntuación de 6,3 por parte de los usuarios de la página) y en FilmAffinity tiene una puntuación de 5,9.

## Secuela
Se realizó una tercera y última parte de la trilogía de Rampage, llamada Rampage: President Down (anteriormente Rampage 3: No Mercy), la cual fue estrenada en otoño de 2016.
- Datos: Q17996652